# Flughafen Lifou

i7
i11
i13
Der Flughafen Lifou (IATA-Code: LIF, ICAO-Code: NWWL) ist ein Verkehrsflughafen auf der Insel Lifou in Neukaledonien. Er wird von der Fluggesellschaft Air Calédonie nach  Nouméa und der Fluggesellschaft Air Loyauté per Twin Otter zu den Nachbarinseln Maré, Ouvea und Tiga beflogen. Das Ende 2022 eröffnete neue Terminal hat eine Fläche von 1520 m² und ist für jährlich 300.000 Passagiere ausgerichtet, die bis 2030 erwartet werden. Es ist auch für internationale Flüge ausgerüstet.